# 노동자 인터내셔널 프랑스 지부
노동자 인터내셔널 프랑스 지부(프랑스어: Section Française de l'Internationale Ouvrière)는 1905년에 창당된 프랑스의 여러 다양한 사회주의자들의 연합 정당이였다. 이후 개량주의 노선에 반대한 공산주의자들은 탈당해 프랑스 공산당을 창당하였다. 제2차 세계대전 이후 이 정당은 프랑스 제도권 내에서 완전히 영향력을 잃었으며 1969년 파벌갈등으로 결국 분열되었다. 노동자 인터내셔널 프랑스 지부는 사회당 (프랑스)의 전신이고, 호찌민이 활약한 정당이기도 하다.

## 같이 보기
- 사회주의의 역사